# Heligmonevra flavida
Heligmonevra flavida là một loài ruồi trong họ Asilidae. Heligmonevra flavida được Martin miêu tả năm 1964. Loài này phân bố ở vùng nhiệt đới châu Phi.